# Tettigonia longivittata
Tettigonia longivittata är en insektsart som beskrevs av Costa 1834. Tettigonia longivittata ingår i släktet Tettigonia och familjen dvärgstritar. Inga underarter finns listade i Catalogue of Life.